# Carl Gottlieb Svarez

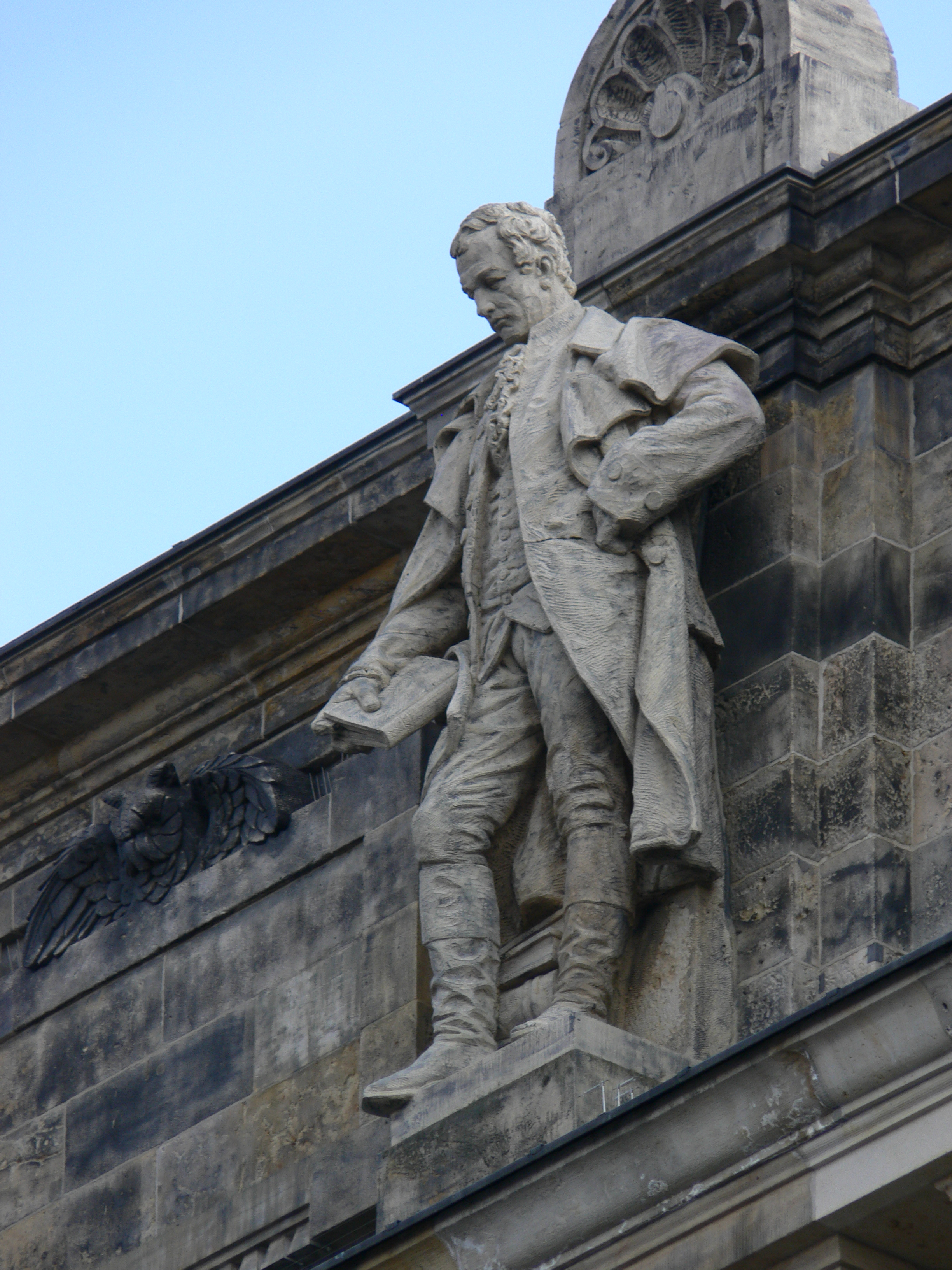
Statue de Svarez en façade du Reichsgericht de Leipzig.

Carl Gottlieb Svarez, de son vrai nom Schwartz (né le 27 février 1746 à Schweidnitz; † 14 mai 1798 à Berlin), est un juriste et réformateur prussien.

## Biographie
Il est le fils d'un avocat et conseiller princier qui avait déguisé son nom de famille « en l'habillant, nous dit le juriste allemand Thieme (de), du manteau savant d'une graphie espagnole » – passant ainsi de « Schwarz » à « Svarez. » Après avoir étudié le droit jusqu'en 1762 à l'Université brandebourgeoise de Francfort, il passa avec succès les épreuves du concours de juge en 1766 à Breslau. En 1771, il était, en tant que premier conseiller régional, le plus proche collaborateur du ministre de la justice de Silésie et futur chancelier de Prusse, Johann Heinrich von Carmer. En 1779, les difficultés juridiques apparues pour la Couronne avec le procès du meunier Arnold le firent appeler au Ministère de la Justice à Berlin.
À ce poste, il prit une part considérable, non seulement à la préparation du Décret sur la Censure, adopté le 19 décembre 1788, mais aussi au Corpus Iuris Fridericianum (de) et à l’Allgemeines Landrecht, à la base de la réforme judiciaire. Ce dernier code de loi marqua de son empreinte la tradition juridique de Prusse pour des décennies. Lorsqu'il entra en application en 1794, les limitations fixées à l'arbitraire royal que Svarez avait proposées furent supprimées sur ordre de Frédéric-Guillaume II.
Toutefois son activité ne se bornait pas à ces missions de haut fonctionnaire : il était le précepteur du futur roi Frédéric-Guillaume III (ses leçons nous ont été conservées dans un recueil : Kronprinzenvorträge), et fit œuvre de vulgarisateur de la science juridique de son temps avec son livre : Unterricht über die Gesetze, ou son essai « Correspondance (fictive) sur la réforme judiciaire actuelle dans les états prussiens. » C'est ainsi qu'il s'imposa comme le juriste le plus éminent de son époque, âge d'or du droit naturel. Au mois d'avril 1798, le roi le nomma à l'Académie royale des sciences de Prusse, mais il n'y siégea jamais car il mourut le 14 mai 1798 d'une maladie de l'abdomen.
Carl Gottlieb Svarez avait épousé la sœur de l'historien Gottfried August Arndt (de) (1748–1819), Johanna Dorothea (1755–1827), mais leur union resta stérile.

## Hommages
- La Suarezstrasse dans l'Arrondissement de Charlottenbourg-Wilmersdorf à Berlin, ancienne Prinzessinnenweg (depuis 1893), a été rebaptisée le 30 juillet 1897[5].
- Justizpreis Berlin-Brandenburg – Carl Gottlieb Svarez